# اندیس آهن سمسور۳
آهن سمسور۳ یک اندیس فلزی است که در استان سیستان و بلوچستان قرار دارد و مادهٔ معدنی موجود در آن، آهن است. سنگ میزبان این اندیس کالرملانژ است و دیرینگی آن به دوران کرتاسه بالایی می‌رسد.